# Apostolische Präfektur Jiamusi
Die Apostolische Präfektur Jiamusi (lat.: Apostolica Praefectura Khiamuszeensis) ist eine in der Volksrepublik China gelegene römisch-katholische Apostolische Präfektur mit Sitz in Jiamusi.

## Geschichte
Am 9. Juli 1928 wurde die Mission sui juris Ilan durch Papst Pius XI. mit der Apostolischen Konstitution Venerabilis frater aus Gebietsabtretungen des Apostolischen Vikariates Wonsan errichtet. Am 13. April 1937 wurde die Mission sui juris Ilan in Mission sui juris Jiamusi umbenannt. Die Mission sui juris Jiamusi wurde am 9. April 1940 durch Papst Pius XII. zur Apostolischen Präfektur erhoben.

## Ordinarien

### Superiore von Ilan
- Adalar Eberharter OFMCap, 1934–1937

### Superiore von Jiamusi
- Adalar Eberharter OFMCap, 1937–1940

### Apostolische Präfekten von Jiamusi
- Isidor Hermengild Hintringer OFMCap, 1940–1983
- Sedisvakanz, seit 1983